# جون غيهير هاتشينسون
جون غيهير هاتشينسون هو ضابط وسياسي أمريكي، ولد في 4 فبراير 1935 في تشارلستون في الولايات المتحدة. نشط حزبياً في الحزب الديمقراطي. وقد انتخب عضو مجلس النواب الأمريكي ‏ (30 يونيو 1980 – 3 يناير 1981).